# Cronay
Cuarny je obec v západní (frankofonní) části Švýcarska, v kantonu Vaud, v okrese Jura-Nord vaudois. V roce 2018 žilo v obci 385 obyvatel.

## Historie
Obec je poprvé zmiňována v roce 1142 jako Crosnai.

## Poloha
Obec je situována jižně od Neuchatelského jezera. Sousedí s obcemi Cuarny, Donneloye, Gossens, Orzens, Pomy, Ursins a Yvonand.

## Demografie
V roce 2000 hovořilo 97,1 % obyvatel obce francouzsky. Ke švýcarské reformované církvi se ve stejném roce hlásilo 65,6 % obyvatel, k církvi římskokatolické 11,4 % obyvatel.